# تک‌پر آندی
تک‌پر آندی (نام علمی: Myadestes ralloides) گونه‌ای از پرندگان تیرهٔ توکایان (Turdidae) است که در بولیوی، کلمبیا، اکوادور، پرو و ونزوئلا یافت می‌شود. زیستگاه طبیعی آن جنگل‌های کوهستانی نمناک نیمه‌گرمسیری یا گرمسیری و جنگل‌های پیشین به شدت دگرگون‌شده است.